# 강경선
강경선(江景線)은 대한민국 충청남도 논산시의 채운역과 연무대역을 잇는 한국철도공사의 철도 노선으로, 호남선의 지선이다.
정식 구간은 채운-신연무대간이지만, 한국철도공사에서는 그 전 역인 강경역부터 강경선의 구간으로 보고 관리한다.

## 개요
강경선은 1958년에 처음 건설되었다. 연무대선이라고도 한다. 당초 훈련소에 출입하는 인원을 위하여 군과 협력하에 건설되었으나, 당시 부족한 인프라로 인해 교통에 불편을 겪던 면회객을 위하여 일반 여객수송도 병행하여 이루어졌다. 이후 도로교통의 발달과 함께 이러한 여객 수송은 폐지되었으나, 훈련소발착의 교통량이 있어 현재까지 유지되고 있다. 현재 노선의 일부는 군에서 관리하며, 강경선을 정기운행하는 열차는 전무하다. 다만 동 지역에 위치한 군 훈련소가 유발하는 화물과 여객이 있기 때문에 임시열차가 종종 운행한다.
정식 노선은 채운-신연무대역 이나, 채운역은 신호장이기 때문에 그 이전 역인 강경역부터로 간주한다.

## 역사
- 1957년 6월 7일 : 강경선 채운~강경 간 착공
- 1958년 5월 15일 : 채운~강경 간 3.2 km 완공, 영업 개시[2]
- 1974년 4월 1일 : 여객영업 폐지
- 2004년 : 전철화 공사 완료
- 2019년 4월 17일 : 철도 노선번호 변경에 따라 30401로 변경[3]

## 노선 정보
- 노선 거리 : 5.8 km
- 운영 기관 : 한국철도공사(전 구간)
- 궤간 : 1435mm(표준궤)
- 통행 방식 : 좌측통행
- 역 수 : 2
- 복선구간 : 없음
- 전철화 구간 : 전 구간 (5.8 km)
- 보안 장치 : 자동폐색, ATS-S

## 역 목록
| 역명       | 로마자 역명 | 한자 역명 | 역간거리 (km) | 영업거리 (km) | 접속 노선 | 소재지   | 소재지 | 소재지 |
| ---------- | ----------- | --------- | ------------- | ------------- | --------- | -------- | ------ | ------ |
| 채운신호장 | Chaeun      | 彩雲      | 0.0           | 0.0           | 호남선    | 충청남도 | 논산시 |        |
| 연무대     | Yeonmudae   | 鍊武臺    | 5.8           | 5.8           |           | 충청남도 | 논산시 |        |

## 같이 보기
- 한국철도공사
- 호남선

## 참고
1. ↑  철도거리표, 국토해양부 고시 제2010- 94호
2. ↑  대한민국관보 교통부 고시 제525호 (1958.05.14)
3. ↑  국토교통부고시 제2019-173호, 2019년 4월 17일.